# 佐藤壮郎

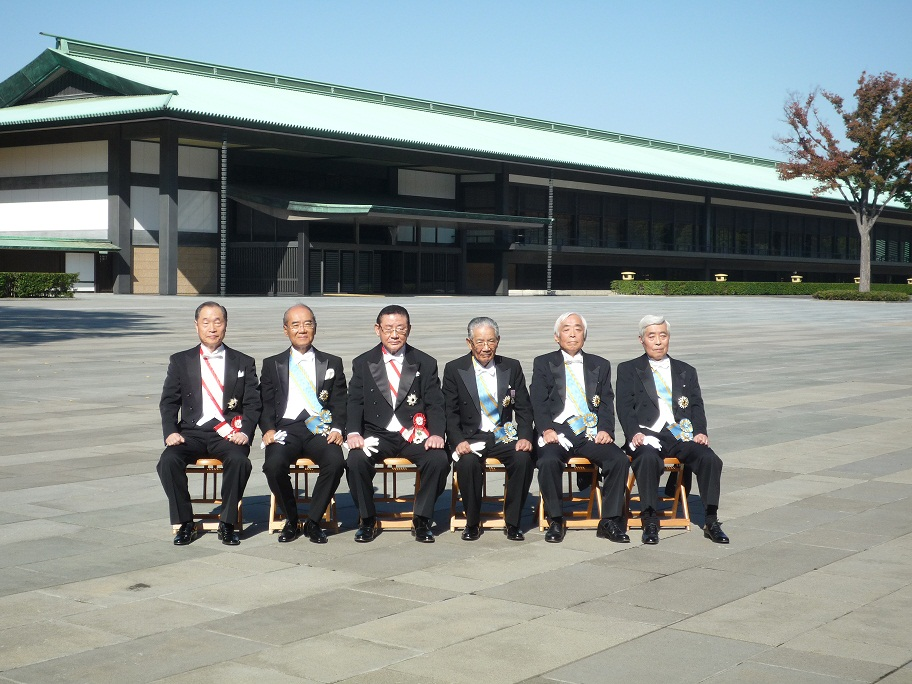
2012年11月8日、大綬章の親授式後の記念写真にて（右端）

佐藤 壮郎（さとう たけお、1938年10月9日 - ）は、日本の地球科学者（専門は鉱床学）、元人事院総裁。理学博士。祖父・佐藤伝蔵は東京高等師範学校教授で、地質学・鉱物学の分野で多くの著書を残した学者であり、父・佐藤源郎は地質調査所で活躍した地質学者である。

## 略歴
1962年東京大学理学部地学科を卒業し、同大学院数物系研究科地質学課程に進学。1964年同課程を修了し、工業技術院地質調査所（産業技術総合研究所、地質調査総合センターの前身）鉱床部に入所。1973年黒鉱鉱床の研究により、東京大学から理学博士の学位を取得。「Genetical study of the Uchinotai deposits, Kosaka mine, Akita Prefecture, Japan : a passidible model for the kuroko mineralization(秋田県小坂鉱山内の岱鉱床の成因的研究 : 黒鉱々化作用の一モデル)」。 1975～1976年カナダへ留学し、引き続いてメキシコのソノラ大学に国際協力事業団の派遣専門家として滞在。1978～1981年金属鉱業事業団（石油天然ガス・金属鉱物資源機構の前身）に広域調査課長として出向。その後、1994年に地質調査所所長、1996年に工業技術院院長に就任。1999年退官。2000年人事官に就任し、2004～2006年に人事院総裁を務めた。2012年の秋の叙勲において瑞宝大綬章が贈られている。

## 鉱床学者としての業績
東京大学において渡辺武男教授の指導を受け、秋田県北鹿地域の黒鉱鉱床を研究、このタイプの鉱床が同生鉱床であることを立証することに貢献した。また、海底面上に熱水が噴出するモデルを提唱し、熱水の温度や塩濃度が異なると，どのような振る舞いをするかを検討し、鉱床形成に最適な条件を考察した。金属鉱業事業団出向中に、鹿児島県菱刈金鉱床の鉱脈の一部を捕捉し、ボーリングによる探査を指揮して大鉱床発見の端緒を開いたことでも知られる。
これらの業績に対し、1997年資源地質学会より、加藤武夫賞が贈られた。

## 主な編著書
- 『宇宙・地球・人間（I・II）』（岩波現代選書）、プレストン・クラウド（著）、一国雅巳・佐藤壮郎・鎮西清高（訳）、1981年、岩波書店。ISBN-13:978-4000075268

## エピソード
2006年頃より、佐藤たけを、の名で俳句を作り始める。俳人協会会員、国際俳句交流協会会員。以下の句集がある。
- 佐藤たけを：句集『鉱山神（やまがみ）』、本阿弥書店、2012年。ISBN 978-4-7768-0952-4